# Walter Vaz
Walter Vaz, vollständiger Name Walter Vaz Correa, (* 24. Mai 1990 in Montmorency, Frankreich) ist ein französischer Fußballspieler.

## Karriere
Der 1,92 Meter große Offensivakteur Vaz, der auf der Position des Mittelstürmers eingesetzt wird, wurde im Januar 2014 vom uruguayischen Erstligisten River Plate Montevideo verpflichtet. Zuvor spielte Vaz in den USA in der der USASA angehörigen SSM Premier, einer Stadtteilliga in Miami, in der auch der 2006 von in den USA lebenden Uruguayern gegründete Uruguay Kendall FC antritt. In der restlichen Spielzeit 2013/14 lief er in sieben Partien der Primera División auf. Ein Tor erzielte er nicht. In der Saison 2014/15 wurde er dreimal (kein Tor) in der Primera División und einmal (kein Tor) in der Copa Sudamericana 2014 eingesetzt. Für die Apertura 2015 steht ein weiterer Erstligaeinsatz (kein Tor) für ihn zu Buche. Im Januar 2016 wechselte er ligaintern zu El Tanque Sisley und bestritt dort bis Saisonende fünf Erstligaspiele (ein Tor). Im Juli 2016 schloss er sich Southern District aus Hongkong an. Bislang (Stand: 2. Oktober 2016) kam er bei den Asiaten in zwei Ligapartien (kein Tor) zum Einsatz.